# Naqi'a

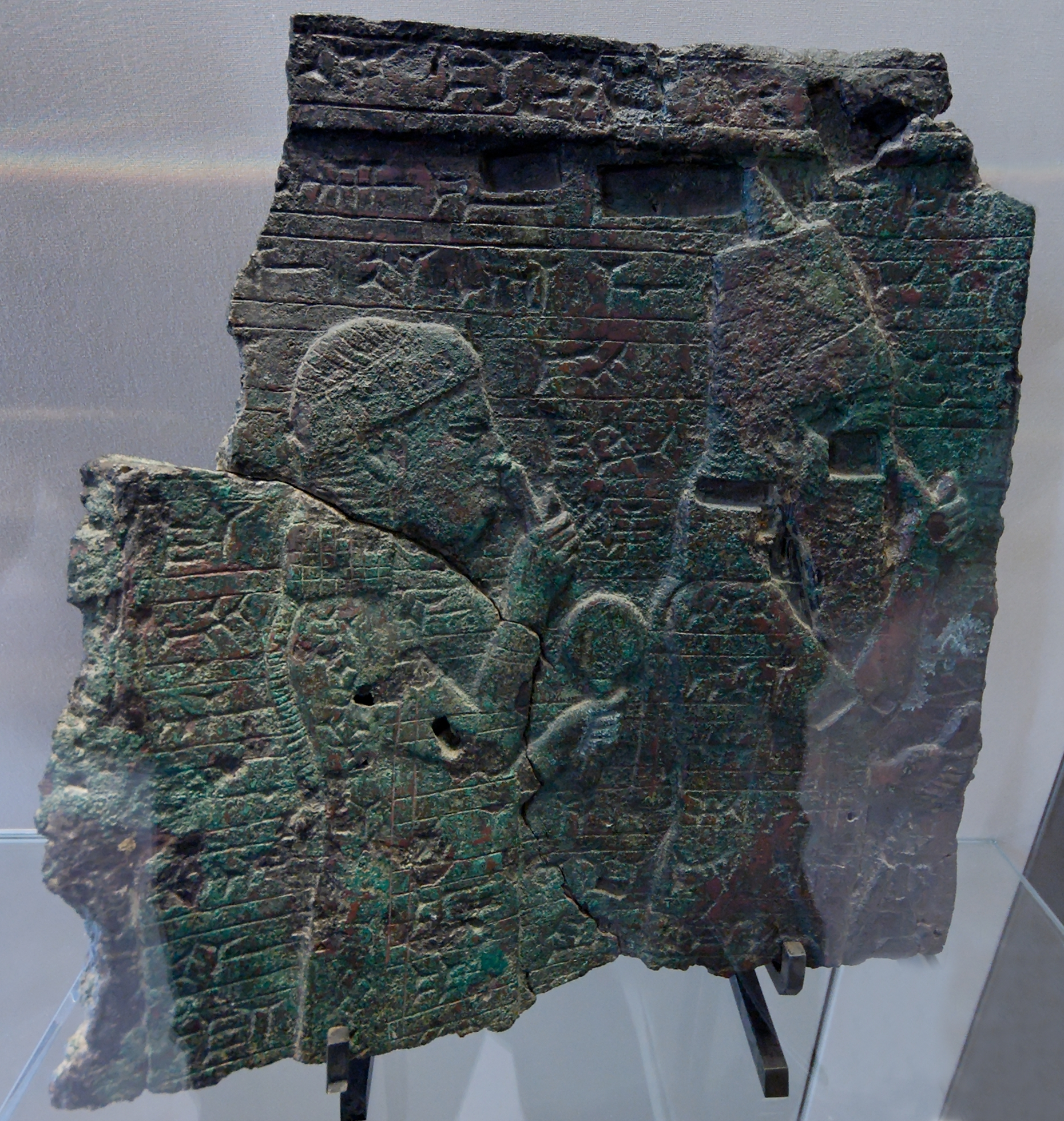
Naqi'a junto a su hijo Asarhaddón en un relieve conmemorativo de la reconstrucción de la Babilonia (a la izquierda, con un espejo en la mano).

Naqi'a o Naquia ("pura"), llamada Zakutu (su equivalente en acadio) fue una reina asiria del período neoasirio (fl. 713-668 a. C.), esposa de Senaquerib, madre de Asarhaddón y abuela de Asurbanipal. Desempeñó un papel fundamental en sendas crisis sucesorias, al asegurar el ascenso del poder tanto de su hijo como de su nieto, a pesar de que ambos tenían hermanos mayores que les disputaran el trono.

## Vida
Se ignora cualquier detalle sobre su vida antes de entrar a formar parte del harén de Senaquerib, a quien dio un hijo llamado Asarhaddón y una hija, Saditu, convirtiéndose en su concubina favorita. El único dato conocido sobre su origen familiar es que tuvo una hermana llamada Abi-rami. Su nombre original, semítico occidental, apunta a que no era asiria. Se ha especulado con que fuera una de las mujeres enviadas como tributo por el rey de judá, Ezequías, fuera natural de Harrán o incluso de Babilonia.
Tras la muerte a manos de los elamitas del primogénito del Rey, Asurnadinsumi, en 694, la Corte se convirtió en un hervidero de intrigas sucesorias. El segundo de los hijos de Senaquerib, Asurilimubalisu, era sacerdote en Assur, lo cual le excluía de la sucesión, y un tercero -Asursumusabi- había fallecido prematuramente hacia el año 700 a. C. Pero aún había otros dos hermanos mayores que intrigaron activamente para lograr la corona: Ardamulissi (ó Urdumulissu) y Nergalsumuibni -llamados Adramelec y Sarezer en la Biblia-, probables hijos de la reina Tasmetusarrat. El monarca esperó casi 11 años hasta decidirse a nombrar a su nuevo sucesor, recayendo su elección en Asarhaddón -para indignación de las demás camarillas cortesanas-, hecho en el que pesó grandemente la influencia de su madre.
A pesar de su nueva condición, el enrarecido clima político de Nínive obligó a Asarhaddón a salir de la Corte. Su ausencia fue aprovechada por las camarillas perdedoras para urdir un golpe de Estado. Tanto la Biblia como las crónicas asirias indican que Senaquerib fue asesinado por los otros dos príncipes, que tomaron el poder, pero no pudieron consolidarlo a causa de la repulsa que provocó tal crimen. Asarhaddón pudo regresar para vengar a su padre y ocupar su trono. Naqi'a intrigó para recabar apoyos y facilitó el ascenso al poder de su hijo, en cuyo reinado las inscripciones muestran que tuvo su propia corte paralela, con gran número de servidores e inmensas riquezas. Al morir Asarhaddón, tras 12 años de reinado, se aseguró nuevamente de que fuera sucedido por su nieto favorito, Asurbanipal, postergando al mayor, Samasumukin.